# Dowhopole
Dowhopole (ukrainisch Довгополе; russisch Долгополе Dolgopole, polnisch Dołhopole) ist ein Dorf am linken Ufer des Bilyj Tscheremosch („Weißer Tscheremosch“) im Südosten der ukrainischen Oblast Iwano-Frankiwsk mit etwa 600 Einwohnern (2001).

## Geografische Lage

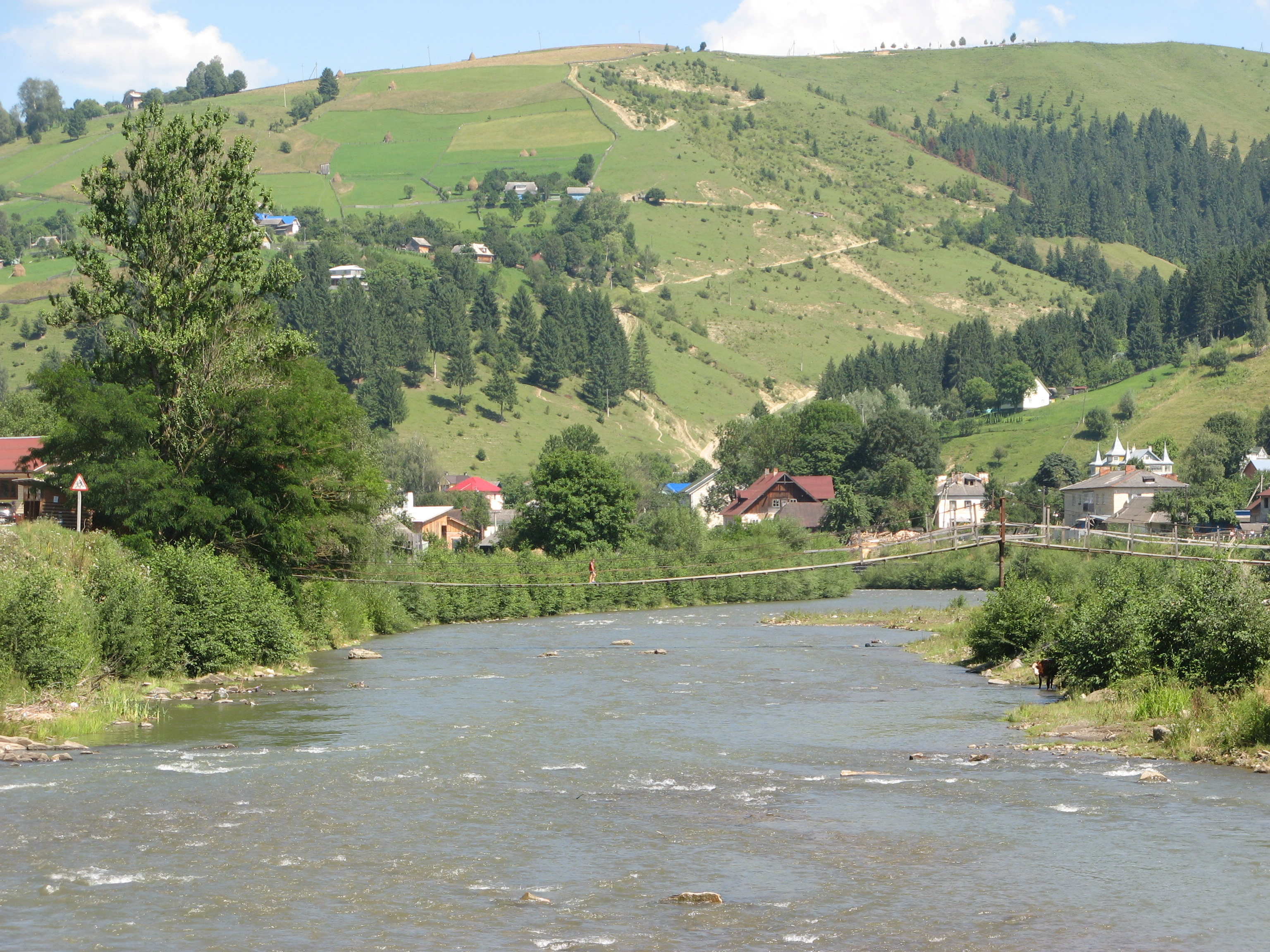
Der Bilyj Tscheremosch mit dem Dorf Dowhopole

Die Ortschaft liegt auf einer Höhe von 531 m am linken Ufer des Bilyj Tscheremosch, der die Grenze zwischen der historischen Landschaft Pokutien, dem südöstlichen Zipfel von Galizien, und der am rechten Ufer angrenzenden Region Bukowina bildet.
Das Dorf befindet sich etwa 20 km südöstlich vom Rajonzentrum Werchowyna und etwa 130 km südlich vom Oblastzentrum Iwano-Frankiwsk. Umgeben wird das Dorf unter anderem von den Bergen Lyssynka (Лисинка; 815,9 m) und Poljanky (Полянки; 816 m).

## Geschichte
Das erstmals 1500 schriftlich erwähnte Dorf hieß bis zum 28. September 1993 wie das am gegenüberliegenden Flussufer des Bilyj Tscheremosch im Rajon Putyla der Oblast Tscherniwzi liegende Dorf Dowhopillja und erhielt dann, auf Beschluss des Regionalrats der Oblast Iwano-Frankiwsk vom 15. Juli 1993, seinen heutigen Namen.
Das Dorf lag zunächst im Königreich Polen und kam im Rahmen der ersten Teilung Polens 1772 an das Kronland Königreich Galizien und Lodomerien des österreichischen Haus Habsburg und wurde 1804 Bestandteil des Kaisertums Österreich. Nach dem Österreichisch-Ungarischen Ausgleich lag das Dorf ab 1867 im Bezirk Kosów Österreich-Ungarns.
Iwan Franko hielt sich 1898 im Dorf auf und schrieb hier, nach im Dorf gesammelten Materialien, die Kurzgeschichte Der Hutsul-König. Außerdem verfasste vor Ort der Künstler Iwan Trusch Porträts von Iwan Franko und Wassyl Stefanyk. Während des Ersten Weltkriegs besuchte Wassili Tschapajew die Ortschaft.
Nach dem Ersten Weltkrieg und dem Zerfall Österreich-Ungarns kam die Ortschaft zunächst an die Westukrainische Volksrepublik, wurde jedoch nach dem folgenden Polnisch-Ukrainischen und Polnisch-Sowjetischen Krieg Bestandteil der Woiwodschaft Stanisławów innerhalb der Zweiten Polnischen Republik. 1920 nahmen die Bauern von Dowhopole an einem Aufstand gegen die herrschenden Polen teil. Im September 1939 wurde die Ortschaft, wie ganz Ostpolen, gemäß dem Geheimen Zusatzprotokoll des Hitler-Stalin-Pakts zwischen der Sowjetunion und Deutschland, von der Sowjetunion besetzt. Nach dem deutschen Überfall auf die Sowjetunion war die Ortschaft während des Deutsch-Sowjetischen Krieges von Deutschland okkupiert und in den Distrikt Galizien des Generalgouvernements eingegliedert. Nach dem Zweiten Weltkrieg kam das Dorf erneut an die Sowjetunion, die es der Ukrainischen SSR anschloss.

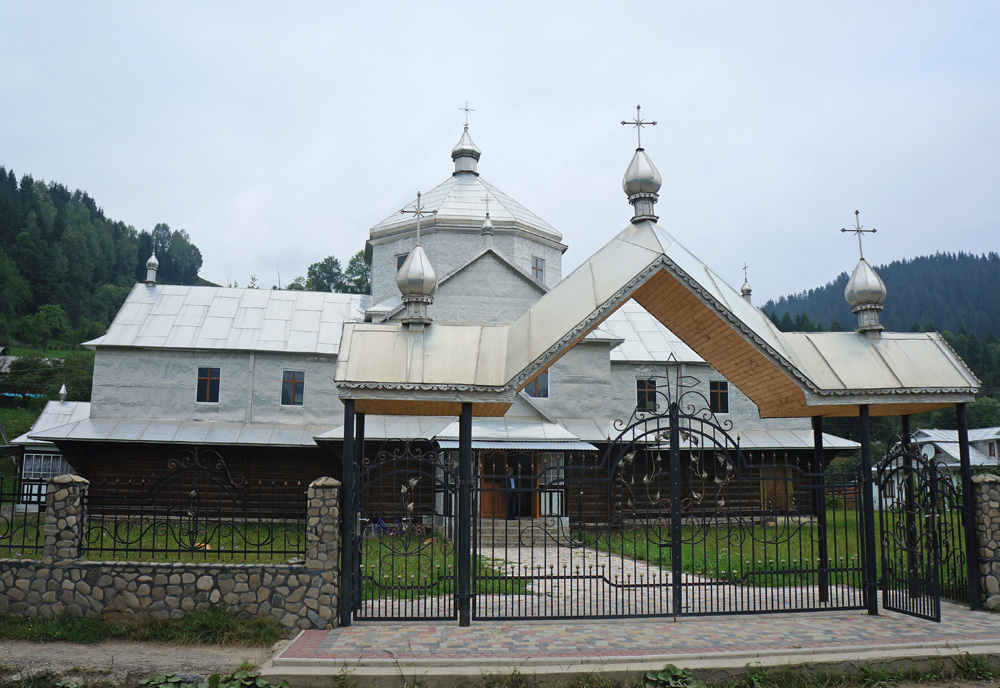
Orthodoxe Sankt-Michael-Kirche im Dorf

Das Dorf besaß eine der ältesten Kirchen in der Region, die Anfang der 1980er Jahre auf Anweisung der atheistischen Autoritäten zerstört wurde, was einen großen Verlust für das geistige und kulturelle Leben der Region darstellte. An ihrer Stelle wurde inzwischen die neue St.-Michael-Kirche erbaut.
Mit dem Zerfall der Sowjetunion 1991 wurde das Dorf schließlich Teil der unabhängigen Ukraine.

## Gemeinde
Am 12. Juni 2020 wurde das Dorf ein Teil der neu gegründeten Landgemeinde Biloberiska im Rajon Werchowyna, bis dahin bildete es zusammen mit den Dörfern Kochan (Кохан) und Poljanky (Полянки) die gleichnamige Landratsgemeinde Dowhopole (Довгопільська сільська рада/Dowhopilska silska rada) im Osten des Rajons.